# قصر الباسل
قرية قصر الباسل هي إحدى القرى التابعة لمركز أطسا في محافظة الفيوم في جمهورية مصر العربية. حسب إحصاءات سنة 2006، بلغ إجمالي السكان في قصر الباسل 23546 نسمة، منهم 12257 رجل و11289 امرأة.